# Communauté de communes de l'Outre-Forêt
La communauté de communes de l'Outre-Forêt est une structure intercommunale située dans le département du Bas-Rhin et la région Grand Est ; elle compte 13 communes membres.

## Histoire
La communauté de communes de l'Outre-Forêt a été créée le 1er janvier 2014, à la suite de la fusion des communautés de communes du Soultzerland et du Hattgau.

### EPCI limitrophes

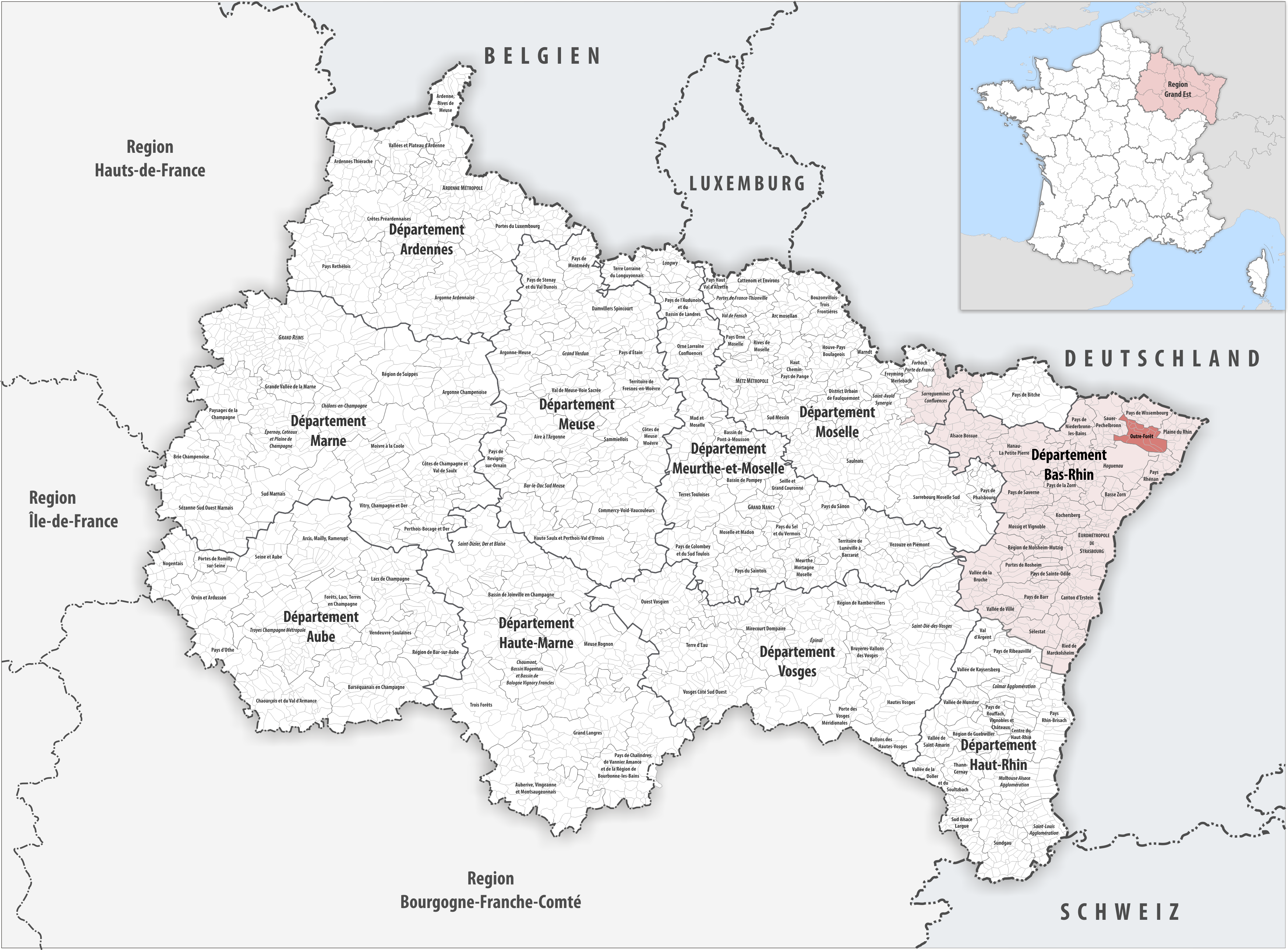
La communauté de communes de l'Outre-Forêt au sein du Grand Est.

## Territoire communautaire

### Pôle d'équilibre territorial et rural
La communauté de communes, conjointement avec la communauté d'agglomération de Haguenau, les communautés de communes du Pays de Wissembourg, du Pays de Niederbronn-les-Bains, de la Basse-Zorn et Sauer-Pechelbronn, forme le pôle d'équilibre territorial et rural (PETR) de l'Alsace du Nord.

### Composition
La communauté de communes est composée des 13 communes suivantes :

| Nom                        | Code Insee | Gentilé           | Superficie (km2) | Population (dernière pop. légale) | Densité (hab./km2) |
| -------------------------- | ---------- | ----------------- | ---------------- | --------------------------------- | ------------------ |
| Soultz-sous-Forêts (siège) | 67474      | Soultzois         | 15,15            | 3 125 (2022)                      | 206                |
| Aschbach                   | 67012      | Aschbachois       | 4,32             | 633 (2022)                        | 147                |
| Betschdorf                 | 67339      | Betschdorfois     | 28,11            | 4 212 (2022)                      | 150                |
| Hatten                     | 67184      | Hattenois         | 18,91            | 1 923 (2022)                      | 102                |
| Hoffen                     | 67206      | Hoffenois         | 9,45             | 1 141 (2022)                      | 121                |
| Keffenach                  | 67232      | Keffenachois      | 2,39             | 204 (2022)                        | 85                 |
| Memmelshoffen              | 67288      | Memmelshoffenois  | 1,82             | 319 (2022)                        | 175                |
| Oberrœdern                 | 67349      | Oberrdernois                  | 5                | 509 (2022)                        | 102                |
| Retschwiller               | 67394      | Retschwillergeois | 3,26             | 275 (2022)                        | 84                 |
| Rittershoffen              | 67404      | Rittershoffenois  | 12,13            | 914 (2022)                        | 75                 |
| Schœnenbourg               | 67455      | Schœnenbourgeois  | 5,47             | 711 (2022)                        | 130                |
| Stundwiller                | 67484      | Stundwillerois    | 3,32             | 510 (2022)                        | 154                |
| Surbourg                   | 67487      | Surbourgeois      | 10,46            | 1 718 (2022)                      | 164                |

### Démographie
| 1968   | 1975   | 1982   | 1990   | 1999   | 2009   | 2014   | 2020   |
| ------ | ------ | ------ | ------ | ------ | ------ | ------ | ------ |
| 12 301 | 12 450 | 12 993 | 13 394 | 14 386 | 15 786 | 16 013 | 16 184 |

## Administration

### Siège
Le siège de la communauté de communes est situé à Soultz-sous-Forêts, 4 rue de l'École.

### Tendances politiques
| Commune            | Maire               | Étiquette | Étiquette |
| ------------------ | ------------------- | --------- | --------- |
| Aschbach           | Paul Heintz         |           | LR        |
| Betschdorf         | Adrien Weiss        |           | DVD       |
| Hatten             | Serge Kraemer       |           | SE        |
| Hoffen             | Didier Braun        |           | DVD       |
| Keffenach          | Anne Frey           |           | SE        |
| Memmelshoffen      | Stéphane Kastner    |           | SE        |
| Oberrœdern         | Claude Philipps     |           | DVD       |
| Retschwiller       | Esther Scheib       |           | SE        |
| Rittershoffen      | Jean-Bernard Weigel |           | SE        |
| Schœnenbourg       | Marc Meyer          |           | SE        |
| Soultz-sous-Forêts | Christophe Schimpf  |           | DVG       |
| Stundwiller        | Alain Wurster       |           | DVD       |
| Surbourg           | Olivier Roux        |           | SE        |

### Conseil communautaire
Les 30 conseillers titulaires (et 8 suppléants) sont ainsi répartis selon le droit commun comme suit : 
| Nombre de délégués | Communes            |
| ------------------ | ------------------- |
| 8                  | Betschdorf          |
| 6                  | Soultz-sous-Forêts  |
| 3                  | Hatten, Surbourg    |
| 2                  | Hoffen              |
| 1 (+1 suppléant)   | Les autres communes |

### Élus
La communauté de communes est administrée par son conseil communautaire constitué en 2020 de 30 conseillers communautaires, qui sont des conseillers municipaux représentant chacune des communes membres.
À la suite des élections municipales de 2020 dans le Bas-Rhin, le conseil communautaire du 4 juin 2020 a élu son président, Paul Heintz, maire d'Aschbach, ainsi que ses 4 vice-présidents.
|     | Attributions                         | Identité           | Qualité                                    |
| --- | ------------------------------------ | ------------------ | ------------------------------------------ |
| 1er | Petite enfance et aide à la personne | Jean-Claude Koebel | Premier adjoint au maire de Betschdorf     |
| 2e  | Développement économique             | Pierre Mammosser   | Conseiller municipal de Soultz-sous-Forêts |
| 3e  | Environnement et GEMAPI              | Serge Kraemer      | Maire de Hatten                            |
| 4e  | Urbanisme et logement                | Olivier Roux       | Maire de Surbourg                          |

Ensemble, ils forment le bureau communautaire pour la période 2022-2026.

### Liste des présidents
| Période       | Période   | Identité         | Étiquette | Qualité                                                                      |
| ------------- | --------- | ---------------- | --------- | ---------------------------------------------------------------------------- |
| 23 avril 2014 | juin 2020 | Pierre Mammosser | PS        | Maire de Soultz-sous-Forêts (2008 → 2020)                                    |
| juin 2020     | En cours  | Paul Heintz      | LR        | Maire d'Aschbach (2014 → ) Conseiller départemental de Wissembourg (2015 → ) |

## Mobilités
La communauté de communes est devenue autorité organisatrice de la mobilité (AOM).
Elle est traversée par la ligne de Vendenheim à Wissembourg (via Haguenau).

### Impact énergétique et climatique

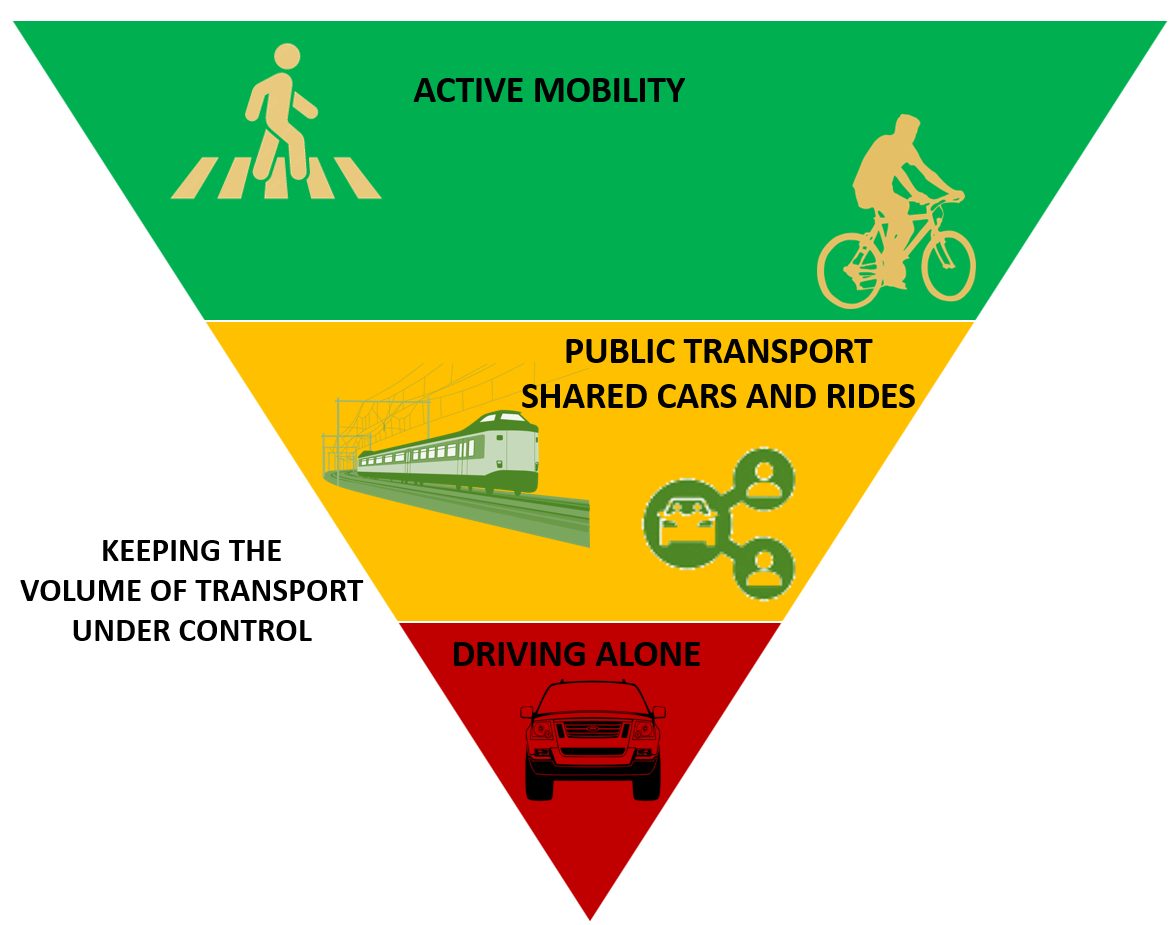
Pyramide de la mobilité, proposée par le projet européen Share North.

| -                              | Transports routiers | Autres transports |
| ------------------------------ | ------------------- | ----------------- |
| Carburant (GWh)                | 78                  | 1                 |
| Électricité (GWh)              | 0                   | 0                 |
| Gaz à effet de serre (ktéqCO2) | 19                  | 0                 |

## Énergie et climat
La géothermie profonde est présente, au travers de la centrale géothermique de Rittershoffen.
Dans le cadre du schéma régional d'aménagement, de développement durable et d'égalité des territoires (SRADDET) du Grand Est, ATMO Grand Est tient à jour les statistiques énergétiques  des établissements publics de coopération intercommunale de la collectivité européenne d'Alsace sous forme de diagramme de flux.
L'énergie finale annuelle, consommée en 2021, est exprimée en gigawatts-heures,.
| -                          | GWh |
| -------------------------- | --- |
| Électricité                | 105 |
| Carburants ou combustibles | 306 |
| Chaleur primaire           | 22  |

L'énergie produite en 2021 est également exprimée en gigawatts-heures.
| -                          | GWh |
| -------------------------- | --- |
| Électricité                | 9   |
| Carburants ou combustibles | 66  |
| Chaleur primaire           | 201 |

La part de la chaleur primaire est importante, en raison de l'exploitation géothermique du sous-sol.
Les gaz à effet de serre sont exprimés en kilotonnes équivalent CO2.
| -                     | ktéqCO2 |
| --------------------- | ------- |
| Liées à l'énergie     | 64      |
| Non liées à l'énergie | 29      |

## Pour approfondir